# Cache-Cash
Ne doit pas être confondu avec Cache cash ou Cache-cache.
Cache-Cash (titre original : A Loint of Paw) est une nouvelle de science-fiction d'Isaac Asimov, parue pour la première fois en août 1957 dans The Magazine of Fantasy & Science Fiction. 
Le titre est humoristique : l'expression « A Loint of Paw » ne signifie rien (le mot « loint » n'existe pas et « to paw » signifie « donner un coup de patte »). Il s'agit en fait d'une contrepèterie, le titre devant se lire « A Point of Law » (« un point de droit » / « un cas de jurisprudence »). Le titre en français a tenté de restituer le titre sous forme de jeu de mots.

## Publications

### Publications dans les pays anglophones
- Publications aux États-Unis
  - dans The Great SF Stories #19 en 1989 ;
  - dans The Complete Stories, volume 2, en 1992, chez Doubleday ;
  - dans 100 Great Science Fiction Short Short Stories, chez Avon ;
  - dans Asimov's Mysteries chez Fawcett Crest.

- Publications au Canada
  - dans The Best Science Fiction of Isaac Asimov en 1988
  - dans 100 Great Science Fiction Short Short Stories, chez Avon

- Publications au Royaume-Uni
  - dans The Best Science Fiction of Isaac Asimov chez Grafton
  - dans The Complete Stories, volume 2, en 1992, chez HarperCollins

### Publications en France et dans d'autres pays
La nouvelle a été publiée en France dans le recueil de nouvelles Histoires mystérieuses (dix éditions).
Elle a aussi été publiée :
- en allemand en 1964 sous le titre Ein Loch in der Zeit… ;
- en néerlandais en 1979 sous le titre Een Waas in de Met ;
- en italien en 1979 sous le titre Un Colpo Di Mano ;
- en croate en 1984 sous le titre Rupa u zakonu.

## Résumé
Cette micronouvelle de deux pages et demie évoque une situation que les juristes n’avaient jamais prévue : Montie Harlow a détourné une forte somme d’argent et s’est ensuite réfugié… dans l'avenir, en utilisant une machine à voyager dans le temps.
Concrètement, après le vol, il a réglé sa machine de manière à réapparaître après l’écoulement du délai de prescription pénale, soit 7 ans et un jour. Lorsqu'il réapparaît, il est appréhendé et comparaît en jugement. Le procureur général estime pour sa part que Montie a fraudé la loi, qu’il a joué à « cache-cache » avec la justice (d’où le titre en français) et qu’il n’a pas « vécu » durant ces sept années (son voyage temporel n’a duré une fraction de seconde). L’avocat de Montie réplique que la prescription résulte de l’écoulement d’une durée, que cette durée s'est écoulée, que Montie ayant sept ans de plus que le jour où il avait commis le délit a bien vécu jusqu’au terme du délai de prescription.
À la fin du récit, le juge estime que Montie bénéficie d’un vide juridique et doit être relaxé.